# 舊艾達爾
48°43′40″N 39°9′5″E / 48.72778°N 39.15139°E
舊艾達爾（烏克蘭語：Старий Айдар）是位於烏克蘭東部的村莊，由盧甘斯克州夏斯佳區的夏斯佳市鎮負責管轄。該村始建於1645年，面積3.8平方公里，海拔高度77米，2001年人口283，人口密度每平方公里74.5人。